# Frieder Schauer
Frieder Schauer (* 18. Februar 1949 in Brockwitz b. Meißen; † 29. Dezember 2019 in Lubmin) war ein deutscher Mikrobiologe, der sowohl als Bakteriologe als auch als Mykologe tätig war. Er wirkte von 1992 bis 2014 als Professor an der Universität Greifswald. Zu seinen Lehr- und Forschungsschwerpunkten zählte die Angewandte Mikrobiologie. Schauer war besonders bekannt für seine wissenschaftlichen Arbeiten zur Rolle von Mikroben beim Abbau von Erdöl.

## Leben
Nach dem Abschluss des Abiturs in Meißen und einem Studium der Biologie an der Universität Greifswald promovierte Schauer 1982 im Wissenschaftsbereich Physiologie der Mikroorganismen zu einem Thema über Abbauleistungen des Bakteriums Pseudomonas aeruginosa. 1989 habilitierte er sich an der Universität Greifswald mit einem Thema zur Physiologie der ölverwertenden Hefe Candida maltosa. 1992 erfolgte die Ernennung zum Universitätsprofessor für „Spezielle und Angewandte Mikrobiologie“. Im Zeitraum von 1980 bis 2014 begründete und leitete er die Stammsammlung technisch nutzbarer Mikroorganismen an der Universität Greifswald.
Frieder Schauer starb am 29. Dezember 2019 im Alter von 70 Jahren nach kurzer schwerer Krankheit.

## Wissenschaftlicher Beitrag
Schauer beschäftigte sich mit der Rolle von Mikroorganismen als Destruenten organischer Verbindungen, wobei sowohl der Katabolismus natürlicher Substrate als auch der Abbau und die Biotransformation von industriell hergestellten Substanzen durch Bakterien, Hefen und filamentöse Pilze untersucht wurde. Vorrangige Beachtung fand dabei die Detoxifizierung von Umweltschadstoffen (u. a. Erdöl und dessen Bestandteile, Desinfektionsmittel wie Phenole bzw. Triclosan, Biphenyle, Dibenzofurane, endokrin aktive Bisphenole oder umweltrelevante Arzneimittel), wobei mittels mikrobiologischer und chemisch-analytischer Methoden neuartige Abbauwege beschrieben, auftretende Metaboliten in Spurenmengen strukturchemisch analysiert und beteiligte neue katabole Enzyme charakterisiert wurden. Mehrere Studien befassten sich mit Cytochrom P450- und Ringspaltungs-Reaktionen sowie vor allem dem Enzym Laccase, das er als einer der ersten für die Anwendungsoptimierung von pharmazeutischen Wirkstoffen und zur Synthese von Hybridmolekülen und Biomaterialien einsetzte. In letzter Zeit widmet sich Schauer auch dem Einsatz von Tonen, Kaolinen und Biotenside bei Ölhavarien, der Beseitigung von Spurenschadstoffen im Abwasser durch Enzymfilter und dem Problem der vorzeitigen Verrottung von Reetdächern durch Pilze.

## Funktionen in wissenschaftlichen Gesellschaften und Gremien (Auswahl)
- 1997–2005 1. Vorsitzender der Gesellschaft für Mykologie und Lichenologie (Sitz Regensburg) und Mitglied des Vorstandes
- 2002–2005 Mitglied im Fachbeirat des Technologie-Zentrums Vorpommern
- 2002–2005 Mitglied im Bildungsausschuss der IHK Neubrandenburg (für Univ. Greifswald)
- 1994–1997 Geschf. Direktor der Fachrichtung Biologie (4 Institute)
- 1998–2000 Prodekan der Mathematisch-Naturwissenschaftlichen Fakultät d. Univ. Greifswald
- 1992–2014 Koordinative Leitung und wiss. Betreuung des Laboratoriums für Elektronenmikroskopie der Fachrichtung Biologie

## Publikationen
- Publikationsliste Frieder Schauer, Research Gate